# Frenchburg
Frenchburg é uma cidade localizada no estado americano de Kentucky, no Condado de Menifee.

## Demografia
Segundo o censo americano de 2000, a sua população era de 551 habitantes.
Em 2006, foi estimada uma população de 567, um aumento de 16 (2.9%).

## Geografia
De acordo com o United States Census Bureau tem uma área de
2,7 km², dos quais 2,7 km² cobertos por terra e 0,0 km² cobertos por água. Frenchburg localiza-se a aproximadamente 279 m acima do nível do mar.

## Localidades na vizinhança
O diagrama seguinte representa as localidades num raio de 24 km ao redor de Frenchburg.